# محله حصار
محله قلعه یکی از دو محله تاریخی اراک می‌باشد که از بدو تأسیس سلطان‌آباد هویت یافت.
پس از ساخته‌شدن اراک توسط یوسف‌خان گرجی که این امر ۳ سال طول کشید و در سال ۱۲۹۱ ه. ق محقق شد، یوسف‌خان درصدد جذب اهالی مناطق اطراف شهر جدید برآمد تا با سکنی دادن آنها، موجبات رونق و شکوفایی شهر را فراهم کند. در آن زمان در اطراف اراک کنونی قلعه‌ها و حصارهای متعددی وجود داشت که اکثراً در ناحیه جنوبی شهر (حد فاصل سلطان‌آباد و کرهرود) واقع بودند. پس ازسکونت دادن خان‌های قلعه‌های این ناحیه در قسمت شرقی بازار اراک، خانواده‌های ساکن حصارها نیز در قسمت غربی آن ساکن شدند و در نتیجه محله غرب بازار به‌نام محله حصار شهرت یافت.
سپهدار گرجی برای ارشاد و رفع سؤال‌های شرعی مردم شهر و همچنین رسیدگی به دعاوی و اختلافات بین آنها، تلاش کرد دوتن از فرزندان میرعلی محمد (روحانی عالی‌رتبه و مورد ارادت اهالی شهر کرهرود که مورد مقبولیت زیادی نزد اهالی قلعه‌ها و روستاهای منطقه داشت. وفات به سال ۱۲۳۳ هجری قمری) که مشرف به علوم فقهی و شرعی زمانه بودند را به اراک دعوت کند و هرکدام را در یکی از دو محله اراک اسکان دهد تا ضمن برآورده شدن اهداف مورد اشاره، از بروز اختلاف و درگیری بین ساکنین محله قلعه و محله بارو جلوگیری شود. بنابراین سپهدار گرجی چندین مرتبه به کرهرود مراجعت کرد تا بتواند نظر مساعد میرعلی محمد را جلب کند و اجازه نقل مکان فرزندانش را کسب کند. در نهایت وی موفق به اینکار شد و دو برادر دوقلو به نام‌های سید احمد و سید محمد (از شاگردان محمدعلی بهبهانی کرمانشاهی) به اراک منتقل شدند و سید محمد (درگذشت ۱۲۶۴ هجری قمری، محل دفن قبرستان تخت سید شهر کرهرود) در محله حصار مستقر شد. گرچه خود سید محمد چند سال بعد از این شهر خارج شد و به کرهرود بازگشت، ولی فرزند وی به نام حاج سید محمدباقر که وی نیز از روحانیان شهر اراک بوده، ساکن همین محله بوده‌است.